# Imagine (альбом)
Imagine (укр. «Уяви́») — сольний студійний альбом Джона Ленона, другий після того, як він залишив The Beatles. Записаний та випущений 1971 року. Музичні аранжування альбому є більш складними та продуманими, на відміну від простих, базових аранжувань його першого альбому John Lennon/Plastic Ono Band, який був тепло сприйнятий критиками. Imagine є найпопулярнішим сольним альбомом Леннона, а однойменний трек із нього вважають однією з його найкращих пісень.
2012 року альбом посів 80-те місце у списку 500 найкращих альбомів усіх часів за версією журналу «Rolling Stone».

## Передумови та запис
Перебуваючи в Нью-Йорку, колишні учасники гурту «Бітлз» Джон Леннон та Джордж Гаррісон мали невеличку музичну імпровізацію, коли Леннон запропонував Гаррісону взяти участь у записі свого нового альбому. Робота над ним мала би початись вже через неділю на власній студії звукозапису Леннона Ascot, в його маєтку Титтенхерст. Гаррісон погодився, а також запросив приєднатись свого друга басиста, Клауса Формана.
Перші пісні, «It's So Hard» та «I Don't Want to Be a Soldier», були записані у лютому 1971 на студії Abbey Road, під час роботи над синглом Леннона «Power to the People» (хоча деякі джерела вказують на те, що це було на Ascot). 24 травня 1971 Леннон вирішив переробити «I Don't Want to Be a Soldier» — цю дату можна вважати початком повноцінної роботи над альбомом.
Леннон заручився допомогою Нікі Гопкінса, членів гурту Badfinger, Алана Уайлдера та Джима Келтнера. Партії соло-гітари Джорджа Гаррісона також присутні у багатьох піснях. Запис альбому почався 24 травня на студії Ascot. Леннон продемонстрував іншим музикантам пісню, яку він нещодавно написав — «Imagine». Окрім пісень, які потім з'являться на альбомі, під час основних сесій були також записані не випущена «San Francisco Bay Blues», яка стане прототипом для пісні «Aisumasen (I'm Sorry)» з альбому Леннона Mind Games, та демо для пісні «I'm the Greatest».
3 липня Леннон та Йоко Оно полетіли до Нью-Йорка, щоб продовжити роботу над альбомом вже наступного дня на Record Plant. Хоча більшість треків для Imagine були записані ще на студії Ascot Sound, багато інструментів були перезаписані на Record Plant у Нью-Йорку, де були також додані струнні та саксофонні партії Кінга Кертіса. Пісні, що були закінчені на Record Plant: «It's So Hard», «I Don't Want to Be a Soldier» та «How Do You Sleep?». Як і на минулому альбомі Леннона й Оно, Філ Спектор виступив у ролі співпродюсера Imagine. Також, під час запису альбому було відзнято багато відеоматеріалу, який потім використовувався для документальних фільмів та телешоу.

## Музика та тематика пісень
Під час створення та запису Imagine Леннон та його колишній приятель, Пол Маккартні, перебували у особливо поганих відносинах після розпаду Beatles рік тому та перемоги справи Пола Маккартні у Вищому суді, щодо офіційного розриву їх партнерських відносин. Гаррісон взяв участь у записі половини треків з альбому, в тому числі й в «How Do You Sleep?». Ця пісня є відповіддю Полу Маккартні на його нібито особисті нападки на Леннона та Оно, які можна було знайти на його останньому альбомі Ram. У 1980 Леннон казав, що використав свої обурення та образу щодо Пола, щоб створити цю пісню, але не вважає це чимось жахливим чи огидним.
Пісня «Imagine», яка була написана як заклик до миру у всьому світі, стала візитною карткою Леннона. Пізніше він визнавав, що Оно зіграла не останню роль у створенні цього треку та запевняв, ніби жалкує, що не позначив її як одного зі співавторів. «Jealous Guy» також довгий час користувалася широкою популярністю. Спочатку вона була створена під назвою «Child of Nature» під час запису разом з гуртом спільного альбому The Beatles в Індії у 1968. На пісні «Oh My Love» і «How?» вплинули враження Леннона від первинної терапії.
Леннон також потішив свою любов до рок-н-рола треками «Crippled Inside» та «It's So Hard». «Gimme Some Truth», яку раніше можна було почути під час запису альбому Let It Be на початку 1969 року, з'являється на альбомі з новим бриджем. «I Don't Want to Be a Soldier», яка має у собі політичний підтекст, завершує першу половину Imagine навмисною какофонією. Останню пісню альбому "Oh Yoko!" EMI запропонували зробити синглом, але Леннон вважав, що вона занадто "попсова".

## Випуск
Передня сторона обкладинки альбому містить Polaroid-фотографію, яка була зроблена Енді Ворголом, а задня — фото, зроблене Йоко Оно. Перші видання платівки також містили в собі листівки зі світлиною Леннона, який тримає свиню за вуха, що було пародією на схожу фотографію Маккартні з обкладинки його власного альбому Ram.
Apple Records випустили Imagine 9 вересня 1971 у США та місяцем пізніше, 8 жовтня, у Британії. Пісня «Imagine», з «It's So Hard» на зворотній стороні, була випущена у США як сингл 11 жовтня 1971. Альбом зайняв перші місця у світових чартах, а однойменний трек дістався третього місця Billboard Hot 100 у Сполучених Штатах. Однак «Imagine» не видавався у форматі сингла у Британії ще чотири роки, до релізу повної колекції синглів Леннона Shaved Fish.

### Критика
У 1971 Бен Герсон з журналу Rolling Stone у своїй рецензії писав, що альбом «містить у собі значну частину доброї музики», але назвав попередній альбом Леннона кращим. Також він попередив, що «позування Леннона в майбутньому можуть стати не лише просто нудними, але і недоречними».
Imagine зайняв п'яте місце у списку найкращих платівок року за результатами щорічного опитування американських критиків Pazz & Jop в журналі The Village Voice. Роберт Крістгау, керівник цього опитування, також поставив його на п'яте місце у своєму власному підсумковому списку року. У 2012 Imagine посів 80-те місце у списку «500 найкращих альбомів усіх часів» за версією журналу Rolling Stone.

### Фільм
У 1972 Леннон та Оно також випустили фільм на підтримку альбому, який містить в собі кадри їх самих у власних маєтках в Беркширі та в Нью-Йорку, а також більшість пісень з платівки та деякий додатковий матеріал з власного альбому Оно Fly. Декілька знаменитостей також можна побачити у фільмі. Серед них: Енді Воргол, Фред Астер, Джек Пеланс, Дік Кевіт та Джордж Гаррісон. Прем'єра фільму на телебаченні відбулася для американської аудиторії 23 грудня 1972, після чого він був висміяний критиками як «найдорожче домашнє відео усіх часів».

### Спадщина
Леннон пізніше висловлював своє незадоволення через дуже комерційний звук альбому та казав, що пісня «Imagine» «виступає проти релігії, проти націоналізму, проти будь-яких умовностей, проти капіталізму, але через те, що вона так солодко прикрашена, то є прийнятною серед інших». У листопаді 1971 в інтерв'ю Melody Maker Маккартні позитивно висловлювався щодо альбому, вважаючи, що він не такий політичний, як попередні сольні альбоми Леннона. У наступному виданні того ж самого журналу Леннон докоряв своєму колишньому товаришу щодо цього та нарікав на його консервативні політичні погляди. 24 грудня на Radio Luxembourg Imagine був визнаний найкращим альбомом року.
Як і однойменний трек, альбом Imagine став посмертним світовим хітом Леннона після його смерті у грудні 1980. Платівка повернулась до чартів у 1981, досягнувши 3-го місця у Норвегії, 5-го — у Великій Британії, 34-го — у Швеції та 63-го — у США. Також, Imagine та сім інших альбомів Леннона були перевидані EMI як бокс-сет 15 червня 1981 у Британії. У 2000 Йоко Оно контролювала процес створення ремастеринг-версії платівки, яка після релізу змогла дістатися 11-го місця в японському чарті у лютому того ж року. Піаніно зі студії Record Plant, на якому Леннон перезаписував деякі клавішні партії альбому, було продано на аукціоні у 2007.
У жовтні 2010 вийшла інша ремастерінг-версія альбому, якій вдалося досягнути 88-го місця у Billboard Top 200. 23 листопада 2010 Imagine з'явився у відеогрі Rock Band 3, дозволяючи гравцям попрактикуватися в грі на клавішних. У 2011, на свою 40-ву річницю, у День музичного магазину альбом був перевиданий на 180-грамовому вінілі разом із додатковою 12-дюймовою білою платівкою під назвою Imagine Sessions, на якій були пісні з бокс-сету John Lennon Anthology. У січні 2014 Imagine був перевиданий Universal Music у форматі High Fidelity Pure Audio на Blu-ray. У 2018, альбом вкотре був перероблений та отримав назву Imagine: The Ultimate Collection. Це бокс-сет, який залежно від формату, містить в собі 4 CD-диска, 2 Blu-ray диска, раніше ще нечувані демо-версії пісень, рідкісні відео зі студії, розрізнені елементи треків у купі з різними аудіоміксами матеріалу.

## Список композицій
Усі пісні написані Джоном Ленноном; співавтором «Imagine» та «Oh My Love» є Йоко Оно.
| Перша сторона | Перша сторона                  | Перша сторона |
| #             | Назва                          | Тривалість    |
| ------------- | ------------------------------ | ------------- |
| 1.            | «Imagine»                      | 3:01          |
| 2.            | «Crippled Inside»              | 3:47          |
| 3.            | «Jealous Guy»                  | 4:14          |
| 4.            | «It's So Hard»                 | 2:25          |
| 5.            | «I Don't Want to Be a Soldier» | 6:05          |

| Друга сторона | Друга сторона       | Друга сторона |
| #             | Назва               | Тривалість    |
| ------------- | ------------------- | ------------- |
| 1.            | «Gimme Some Truth»  | 3:16          |
| 2.            | «Oh My Love»        | 2:50          |
| 3.            | «How Do You Sleep?» | 5:36          |
| 4.            | «How?»              | 3:43          |
| 5.            | «Oh Yoko!»          | 4:20          |

## Учасники запису
Учасники запису згідно Джону Блейні:
- Джон Леннон – вокал (усі), фортепіано (1, 7 та 9), електрогітара (2, 4-6, 8 та 10), акустична гітара (3), свист (3), губна гармоніка (10)
- Джордж Гаррісон – добро (2), слайд гітара (5, 6 та 8), електрогітара (7)
- Нікі Гопкінс – тек-піано (2), фортепіано (3, 5, 6, 9 та 10), електропіаніно (7 та 8)
- Клаус Форман – бас-гітара (усі, окрім 2), контрабас (2)
- Алан Вайт – барабани (1 та 6-10), вібрафон (3 та 5), тибетські цимбали (7)
- Джим Келтнер – барабани (2, 3 та 5)
- Джим Гордон – барабани (4)
- Кінг Кертіс – саксофон (4 та 5)
- Джон Барам – фісгармонія (3), вібрафон (9)
- Джої Молланд, Том Еванс – акустична гітара (3 та 5)
- Джон Ту - фортепіано (2 та 8) (помилково був відмічений як «акустична гітара»)[41]
- Тед Тернер – акустична гітара (2 та 8)
- Род Лінтон – акустична гітара (2, 6, 8 та 10)
- Енді Девіс – акустична гітара (6 та 8-10)
- Майк Піндер – бубон (3 та 5)
- Стів Бренделл – контрабас (2), маракаси (5)
- Філ Спектор – гармонійний вокал (10)
- The Flux Fiddlers (члени Нью-йоркського філармонічного оркестру) – оркестрові струнні інструменти (1, 3-5, 8 та 9)

## Позиції в чартах
| Чарт (1971–1972)                  | Найвища позиція |
| --------------------------------- | --------------- |
| Австралія (Kent Music Report)     | 1               |
| Канада (RPM Albums Chart)         | 1               |
| Нідерланди (MegaCharts)           | 1               |
| Японія (Oricon)                   | 1               |
| Норвегія (VG-lista)               | 1               |
| Велика Британія (UK Albums Chart) | 1               |
| США (Billboard 200)               | 1               |
| ФРН (Media Control)               | 1               |

| Чарт (1971)     | Найвища позиція |
| --------------- | --------------- |
| Нідерланди      | 9               |
| Чарт (1972)     | Найвища позиція |
| Австралія       | 13              |
| Нідерланди      | 30              |
| Японія          | 13              |
| Чарт (1981)     | Найвища позиція |
| Нідерланди      | 99              |
| Велика Британія | 73              |

### Сертифікації
| Регіон                | Список сертифікацій продажів музичних записів |
| --------------------- | --------------------------------------------- |
| Велика Британія (BPI) | Золотий                                       |
| США (RIAA)            | 2× Платиновий                                 |